# Bacanius africanus
Bacanius africanus är en skalbaggsart som beskrevs av Heinrich Bickhardt 1911. Bacanius africanus ingår i släktet Bacanius och familjen stumpbaggar. Inga underarter finns listade i Catalogue of Life.